# Tvärred
Tvärred is een plaats in de gemeente Ulricehamn in het landschap Västergötland en de provincie Västra Götalands län in Zweden. De plaats heeft 67 inwoners (2005) en een oppervlakte van 21 hectare.